# 核膜血影重复蛋白
核膜血影重复蛋白（英語：nesprin，是的首字母缩写）是锚定在核膜上的一种蛋白质，是细胞中最大的蛋白质之一，由C-末端跨膜区的KASH结构域，中间的多个血影蛋白重复（SR），N-末端的肌动蛋白结合结构域（ABD）构成。